# Vier sephardische Synagogen (Jerusalem)

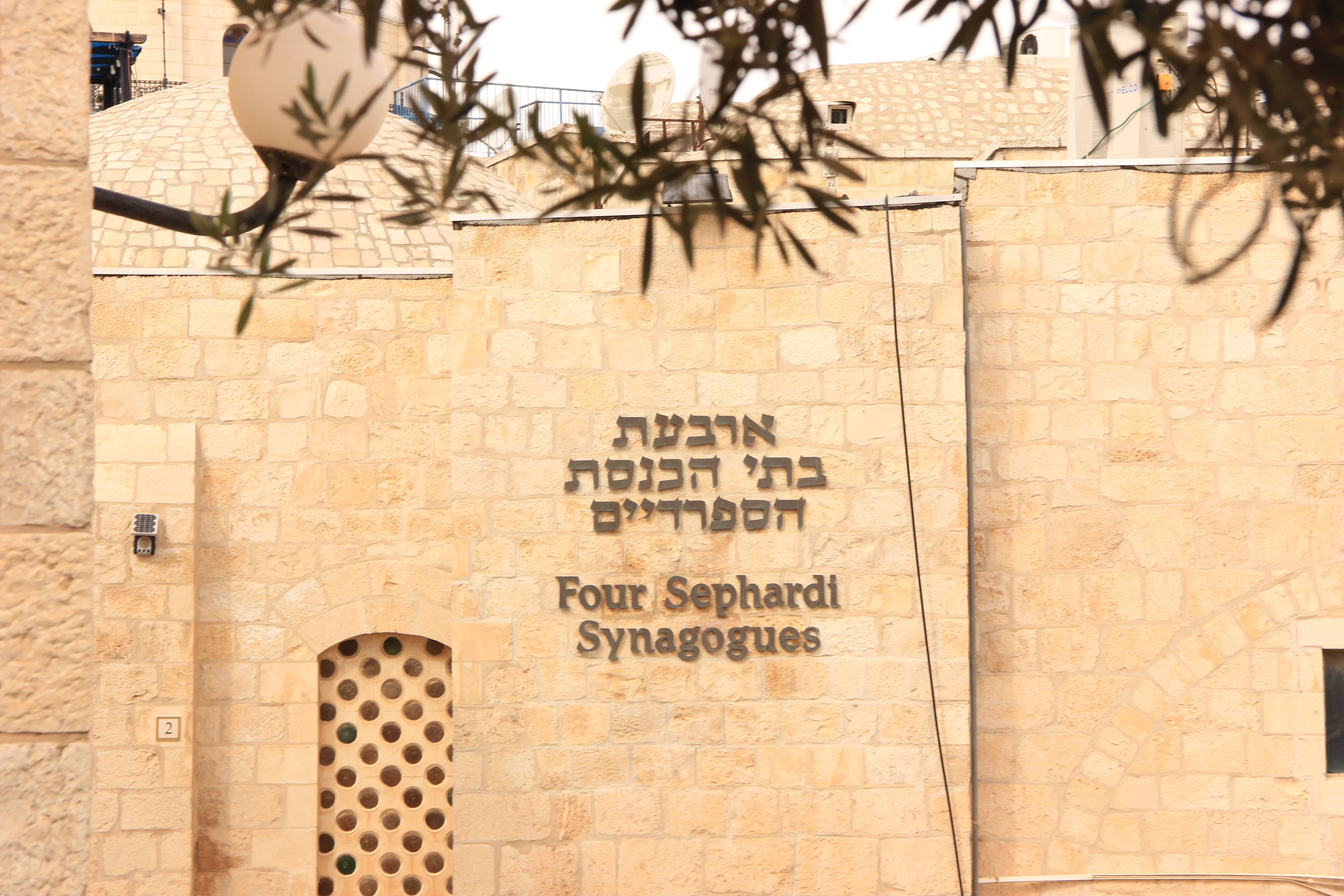
Außenansicht

Die vier sephardischen Synagogen befinden sich im jüdischen Viertel der Jerusalemer Altstadt. Der Zugang erfolgt von der Mishmerot-HaKehuma-Straße aus. Die vier Synagogen wurden nacheinander in unmittelbarer Nähe zueinander gebaut und später miteinander verbunden.

## Vorgängerbauten
Der älteste epigraphische Beleg für eine Synagoge in Jerusalem ist die antike Theodotos-Inschrift (heute im Israel-Museum). Danach sind bis zum Jahr 70 viele Jerusalemer Synagogen literarisch bezeugt, sowohl im Neuen Testament (Apg 6,9) als auch in der rabbinischen Literatur. Mit der römischen Zerstörung Jerusalems endete das jüdische Gemeindeleben und konnte erst in frühislamischer Zeit wieder aufgenommen werden.
Ein Brief des Rabbi Moshe Ben-Nachman (Akronym Ramban) an seinen Sohn berichtet, dass er 1267 in Jerusalem eingetroffen sei und dort nur zwei jüdische Familien gefunden habe; immerhin sei am Sabbat ein Minjan in deren Haus zum Gebet zusammengekommen. Er habe daraufhin eine Ruine als Synagoge eingerichtet, indem er das Gebäude mit Torarollen aus Samaria ausstattete. Dieser Bau wird im Brief so beschrieben: „ein Gebäude in Ruinen mit einer schönen Kuppel, getragen von marmornen Säulen; wir nahmen es als Bethaus, denn die Stadt ist ein Trümmerfeld, und wer immer von einer Ruine Besitz ergreifen will, kann das tun.“ Die Authentizität des Briefs ist aber, wie auch bei anderen dem Ramban zugeschriebenen Briefen, fraglich.
Das heute als Ramban-Synagoge bezeichnete Gotteshaus wurde als Dauerprovisorium über Jahrhunderte von den Juden der Stadt als religiöses Zentrum genutzt. Im 14. Jahrhundert war aber bereits eine Moschee direkt angrenzend an die Ramban-Synagoge errichtet worden, und 1473/74 wurde die jüdische Gemeinde aufgefordert, ihre Synagoge zu schließen, um den Zugang zur Moschee zu verbessern. Die Synagogengemeinde appellierte dagegen an Sultan Kait-Bay, der ihr Recht auf den Grundbesitz 1474/75 bestätigte. Trotzdem wurden von den Jerusalemer Muslimen Fakten geschaffen und die Synagoge rechtswidrig niedergerissen. Kait-Bay ließ die Verantwortlichen hart bestrafen. Aber erst 1523 wurde die Synagoge wieder aufgebaut und diente dem jüdischen Gottesdienst bis 1566. In diesem Jahr ordnete der osmanische Gouverneur die Schließung der Synagoge an. In das Gebäude zog ein Betrieb ein, der Traubensirup herstellte. Unter dem Namen al-Maragha bestand dieser Betrieb bis 1852.

## Geschichte der Gemeinde
In osmanischer Zeit waren die jüdischen Einwohner Jerusalems als eine ethnische Gemeinschaft (taifa) organisiert, die in mehrere Untergruppen aufgeteilt war: die Familien spanisch-portugiesischen Ursprungs, die Maghrebiner aus Nordafrika, die Romanioten aus dem einstigen Byzantinischen Reich, die alteingesessenen Mustaaribun, die die Lebensweise und Kultur der arabischen Bevölkerung angenommen hatten, außerdem wenige aschkenasische Familien. Das 16. und frühe 17. Jahrhundert brachte eine kontinuierliche Verschlechterung der Lebensverhältnisse, was sich im Verlust der Ramban-Synagoge ausdrückte. Am Ende des 17. Jahrhunderts lebten etwa 300 jüdische Familien in der Stadt.

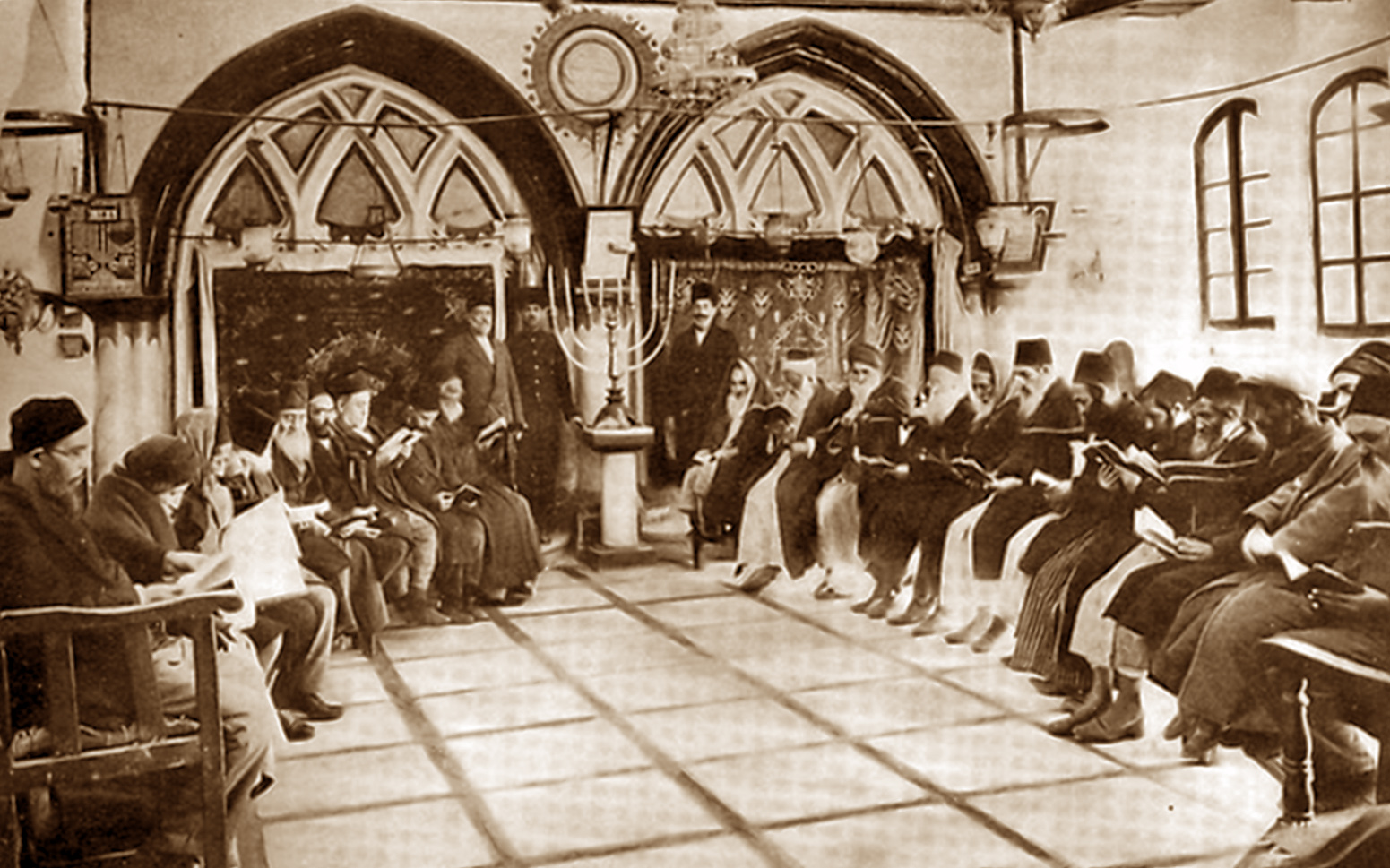
Jochanan-ben-Sakkai-Synagoge (1893)

- Jaakov Chagiz, der aus Fez stammte (bekannt als ein Gegner von Schabbtai Zvi), wanderte 1620 über Italien und Thessaloniki nach Jerusalem ein. in Livorno sammelte er Spenden für die Gründung einer Jeschiwa in Jerusalem. Er war der erste Leiter dieser Talmudhochschule, die nach ihm Beit Jaakov hieß.
- Rabbi Chaim Ben Attar wanderte 1742 aus Marokko nach Jerusalem ein und gründete eine Synagoge und ein Lehrhaus.

In Konstantinopel, der Hauptstadt, hatte sich 1724 ein Komitee zur Unterstützung der jüdischen Gemeinde von Jerusalem gegründet; die Konsequenz daraus war, dass die Jerusalemer Gemeinde im 18. Jahrhundert nur eine eingeschränkte Selbstverwaltung praktizieren konnte. Mit dem Niedergang des Osmanischen Reichs ging auch die Unterstützung durch die Muttergemeinde in Konstantinopel zurück. Die sefardische Gemeinde in Jerusalem, die einen hohen Anteil an Talmudgelehrten hatte, die eine Art Stipendium für ihren Lebensunterhalt brauchten, wandte sich daraufhin an die Gemeinden in der Diaspora um Hilfe und wurde besonders aus Livorno und Amsterdam unterstützt.

## Baugeschichte

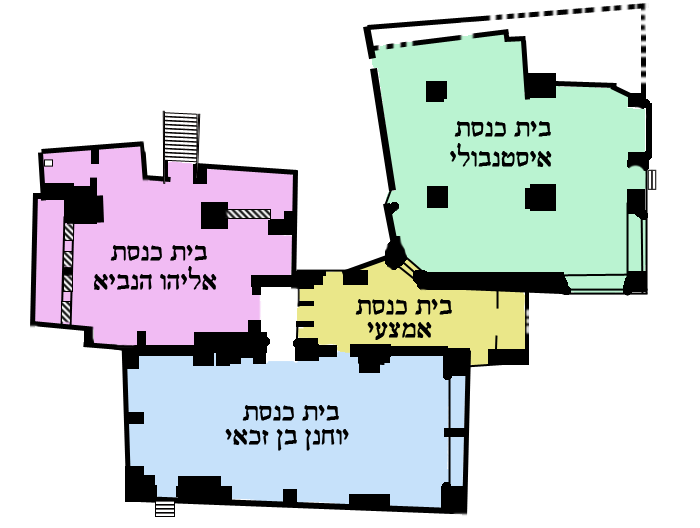
Lageplan: blau Jochanan-ben-Sakkai-Synagoge; violett Elijahu-ha-Navi-Synagoge; gelb: Emza’i-Synagoge; grün: Istanbuli-Synagoge.

Die sephardischen Juden bauten ihr neues Zentrum südlich der alten Synagoge. Die Jochanan-ben-Sakkai-Synagoge und die Elijahu-ha-Navi-Synagoge sind im Bericht eines anonymen jüdischen Reisenden 1625 erwähnt und daher wohl die ältesten Gebetsräume. Als die jüdische Gemeinde wuchs, wurde Mitte des 18. Jahrhunderts die Mittlere Synagoge (auch Emza’i-Synagoge) geschaffen, indem man die Frauensynagoge oder einen Hof dazu umbaute. Als letzte kam die schlichte und große Istanbuli-Synagoge hinzu, die von Einwanderern aus Kleinasien, aber auch Aschkenasim (bis zum Bau der Churva-Synagoge) und Maghrebinern für ihre Gottesdienste genutzt wurde. Die osmanischen Behörden verboten alle Renovierungen, so dass das Synagogenensemble im 18. Jahrhundert zusehends verfiel. Im Jahre 1835 erhielt die sephardische Gemeinde vom Gouverneur des Heiligen Landes, Ibrahim Pascha, die Erlaubnis, die vier Synagogen zu renovieren. Die baufälligen Mauern wurden teilweise niedergerissen und ein vierteiliges Gotteshaus geschaffen, das nun insgesamt Jochanan-ben-Sakkai-Synagoge hieß. Es wurden zum Zentrum des spirituellen und kulturellen Lebens der sephardischen Gemeinde Jerusalems.
Während des Palästinakrieges dienten alle vier Synagogen als Zufluchtsort für die Einwohner des jüdischen Viertels der Jerusalemer Altstadt. Nach der Eroberung der Altstadt Jerusalems durch Jordanien wurden die vier Synagogen verwüstet und profaniert. Sie dienten fortan als Ställe. Nach der Rückeroberung Ostjerusalems durch die Israelis 1967 im Sechstagekrieg fand man die Synagogen in einem desolaten Zustand vor. Unter großem finanziellem Aufwand wurden die vier Synagogen wiederhergestellt und 1972 neu eingeweiht. Anstelle der zerstörten Innenausstattung schmücken seither viele Kultgegenstände aus italienischen Synagogen, die im Zweiten Weltkrieg zerstört worden waren, die Innenräume.

## Die einzelnen Synagogen
Darüber, wann die einzelnen Synagogen erbaut wurden, findet man ungenaue und unterschiedliche Angaben:
- Jochanan-ben-Sakkai-Synagoge: 1606–16[7]
- Elijahu-ha-Navi-Synagoge: 1606–1610[7], 1570[8]
- Emza’i-Synagoge: 1702–20[7]
- Istanbuli-Synagoge: um 1740[7]

### Jochanan-ben-Sakkai-Synagoge
Die bedeutendste der vier Synagogen bewahrt im Namen die Erinnerung an Jochanan ben Sakkai, dessen Lehrhaus sich vor der Zerstörung Jerusalems durch die Römer im Jahr 70 n. Chr. an dieser Stelle befunden haben soll. Die Jochanan-ben-Sakkai-Synagoge war der Amtssitz des Rischon le-Tzion, des Repräsentanten der Juden Palästinas gegenüber den osmanischen Behörden. Auf trapezoidem Grundriss erhebt sich eine Halle mit drei Kreuzgratgewölben. Im Zentrum des Raums ist die Bima, der Ort für die Toralesung; der neogotische Toraschrein befindet sich an der Ostwand.

### Elijahu-ha-Navi
Auf etwa rechteckiger Grundfläche erhebt sich ein überkuppelter Raum. Der Toraschrein im Nordosten stammt aus Livorno. Im Nordwesteck führt eine Treppe hinunter zur Grotte des Propheten Elija, wo dessen Stuhl gezeigt wird. Nach der Legende soll der Prophet Elija am Jom Kippur die Zahl der Beter ergänzt haben, so dass an diesem hohen Feiertag ein Minjan zusammenkam.

### Emza’i-Synagoge
Die Mittlere Synagoge ist ein langrechteckiger Raum mit Kreuzgratgewölben. Sie wird von den Mitnagdim als Gebetsort genutzt.

### Istanbuli-Synagoge
Um 1740 wurde diese jüngste, größte und schlichte Synagoge gebaut. Auf unregelmäßigem Grundriss erhebt sich ein überkuppelter Bau mit einem Toraschrein im Nordosten. Aus dem italienischen Pesaro stammt die Bema mit ihren bemalten Holzsäulen, während die übrigen Kultgegenstände aus der Synagoge von Ancona hierher gebracht wurden.

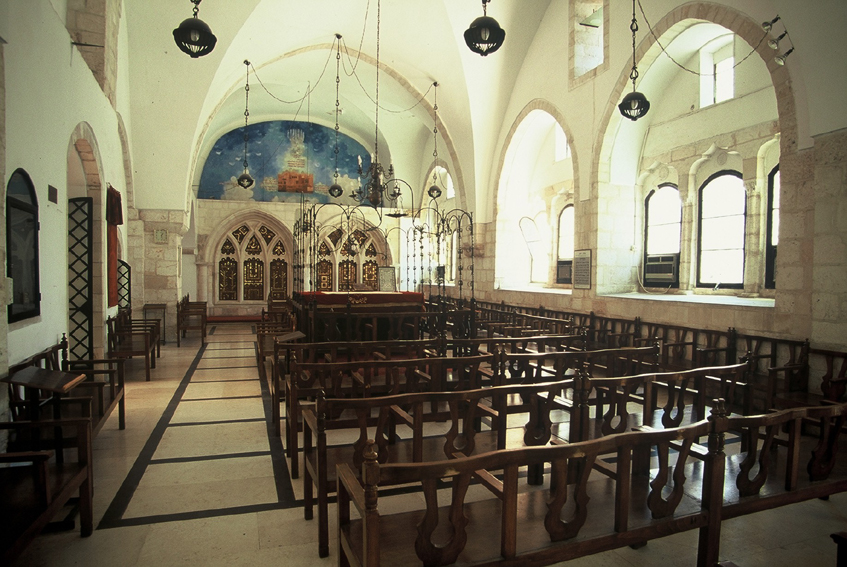
Jochanan-ben-Sakkai-Synagoge
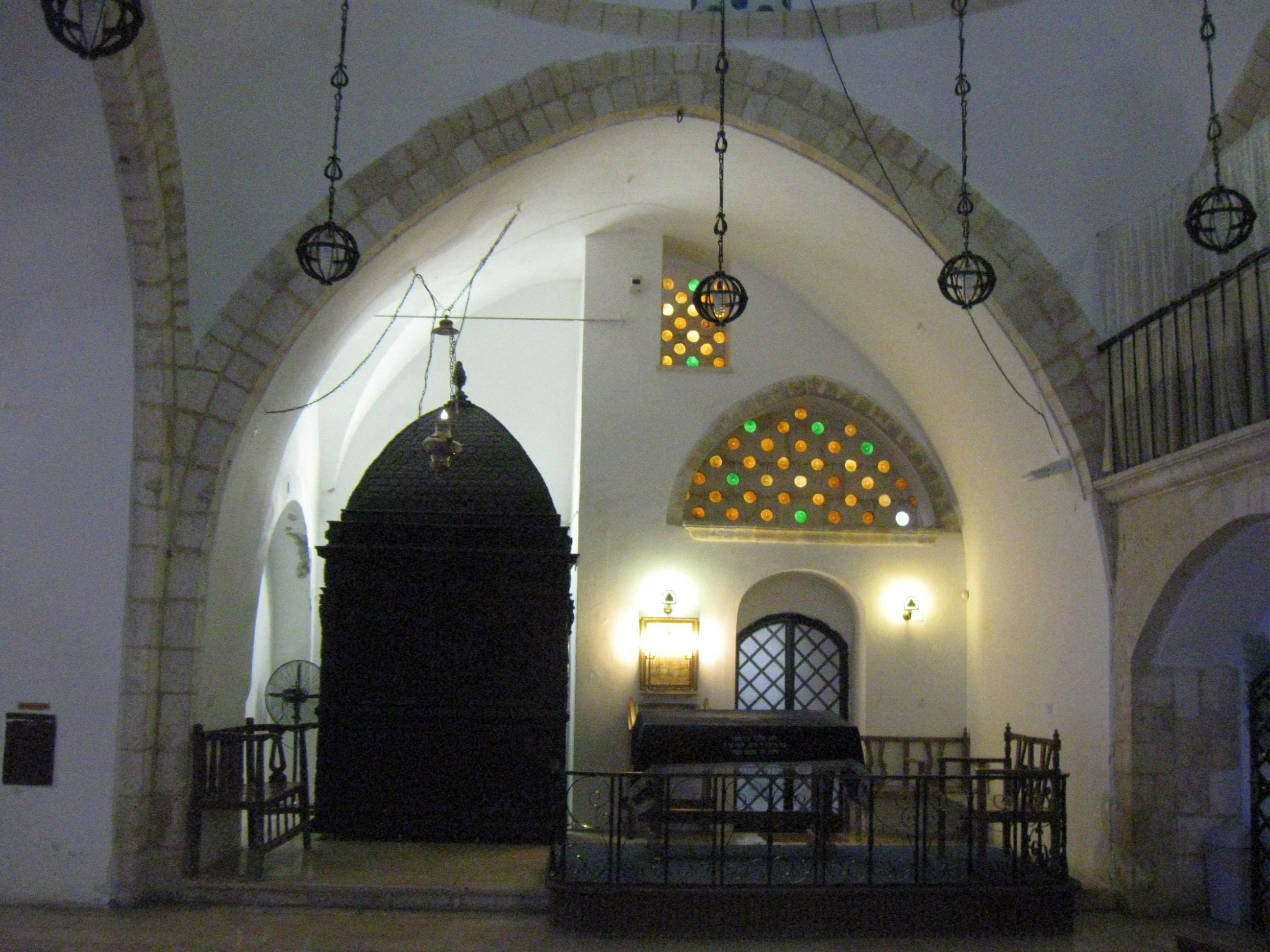
Elijahu-ha-Navi-Synagoge
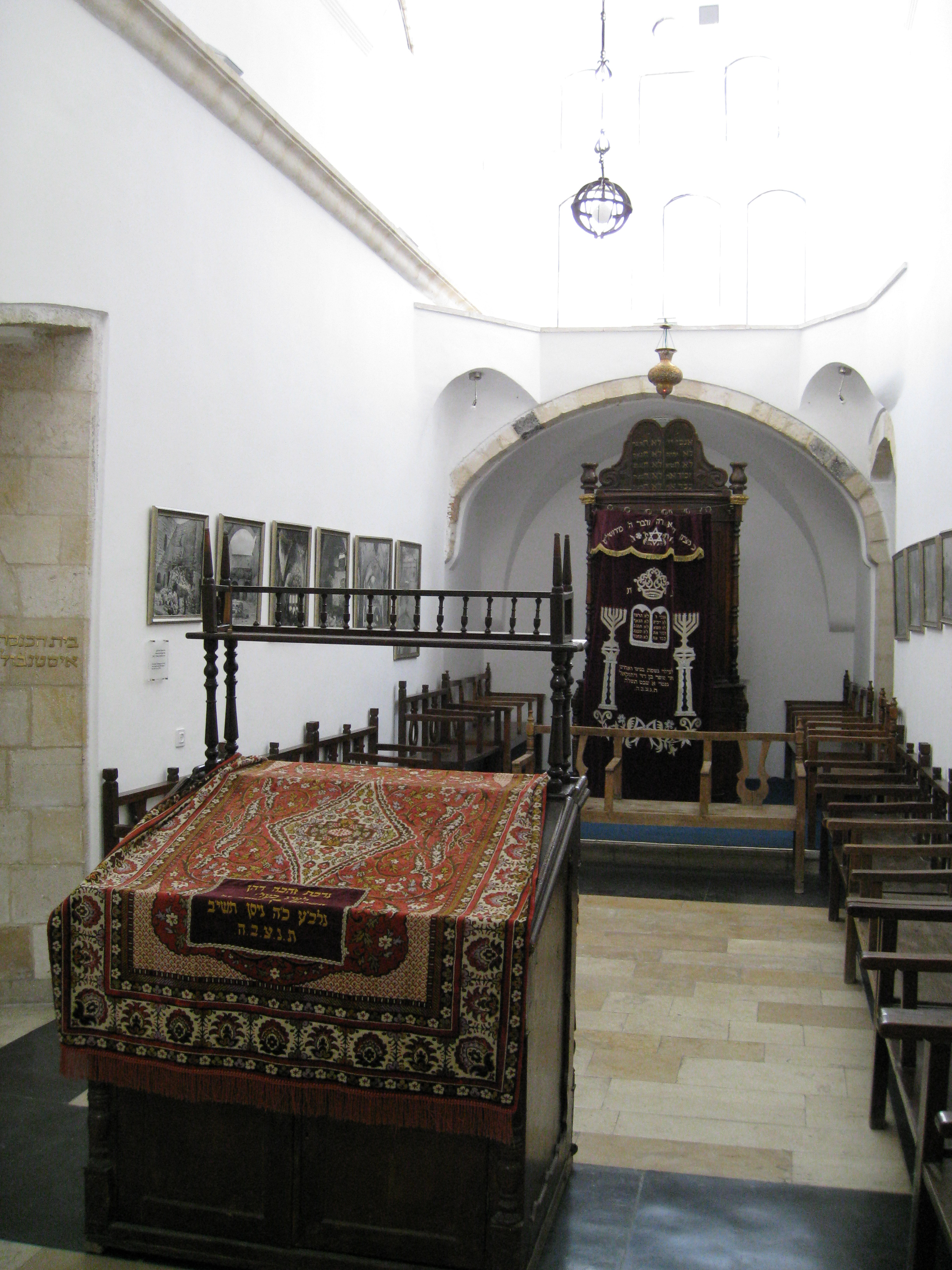
Emza’i-Synagoge
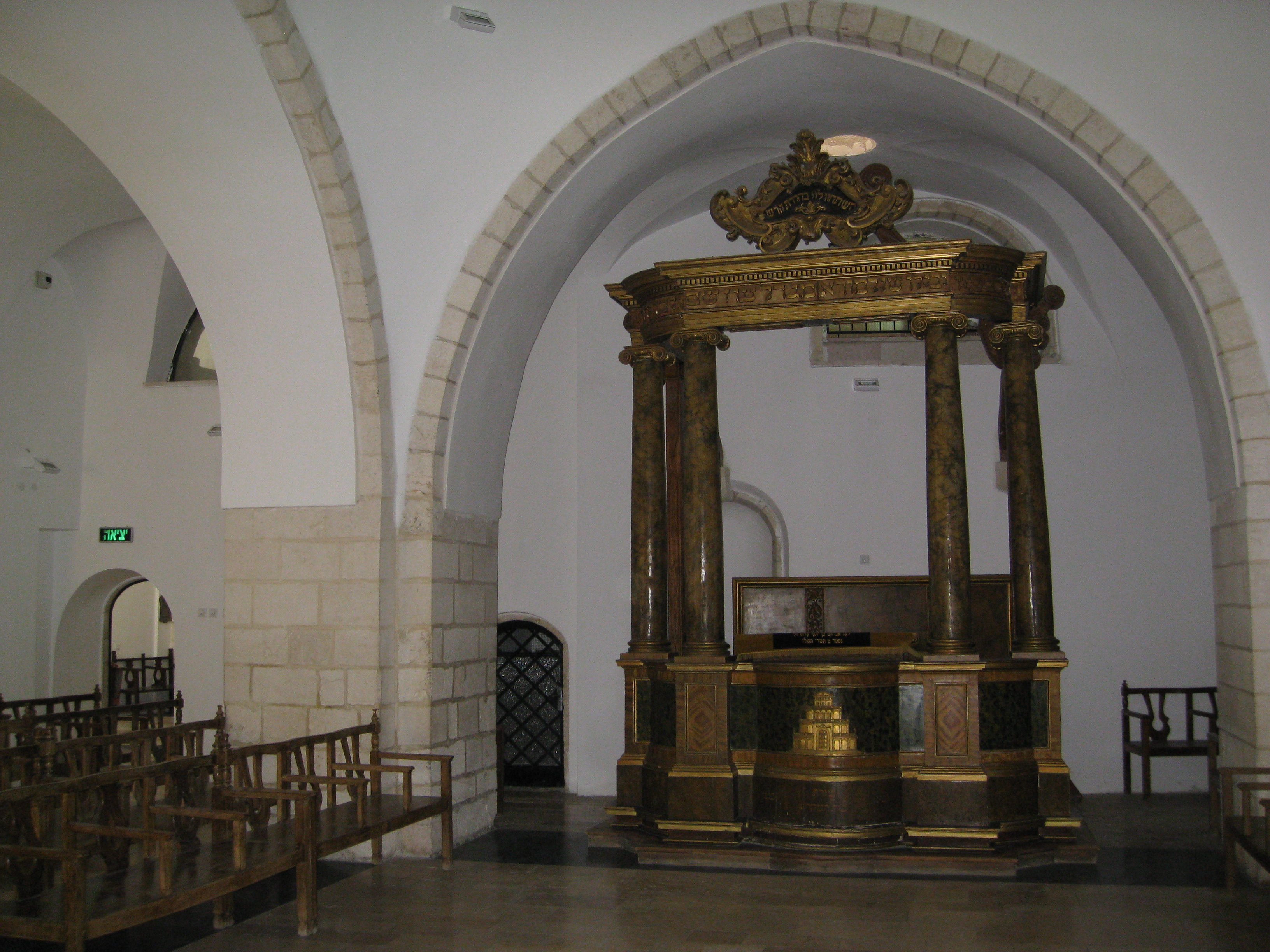
Istanbuli-Synagoge

## Grund für die tiefe Lage
Es gibt verschiedene Vermutungen, warum der Fußboden der Synagogen mehrere Meter tiefer liegt als das Straßenniveau:
- Weil das Straßenniveau sich seit dem späten 16. Jahrhundert angehoben hat, so dass ein Fußboden, der bei Bauzeit ebenerdig war, heute in einer Grube liegt.
- Weil ein muslimisches Gesetz es den Dhimmi (Juden und Christen) verbot, ihre Häuser höher als die Muslime zu bauen und die Bauherren der Synagoge trotzdem das Erlebnis eines großen Raumes schaffen wollten.
- Weil Psalm 130 („Aus der Tiefe, O Herr, rufe ich zu dir“) so verstanden wurde, dass eine Synagoge im Gegensatz zum Tempel kein Gebäude sei, zu dem man aufsteige, sondern ein bescheidenes Bethaus.